# دبیرستان کاوینگتون (اوهایو)
دبیرستان کاوینگتون یک مدرسه متوسطه دولتی در کاوینگتون، اوهایو است. این تنها دبیرستان در ناحیه مدرسه روستای خارج از کاوینگتون است. تیم‌های ورزشی آنها با نام مستعار Buccaneers یا Buccs هستند.

## رویدادهای خارج از مدرسه
ورزش‌های این مدرسه شامل فوتبال، بسکتبال، والیبال، چیرلید، کراس کانتری، بیس بال، سافت بال، گلف و کشتی است. از سال ۲۰۲۱، این مدرسه به کنفرانس سه رودخانه تعلق دارد. دانش آموزان همچنین می‌توانند در گروه راهپیمایی شرکت کنند.